# Short Sperrin
Die Short SA.4 Sperrin  war ein Entwurf für einen britischen strategischen Bomber aus den frühen 1950er-Jahren. Sie wurde von den Short Brothers and Harland in Belfast, oft abgekürzt als „Shorts“, gebaut. Die Sperrin ist benannt nach den Sperrin Mountains, einer Hügelkette in Nordirland.

## Geschichte
In der Zeit nach dem Zweiten Weltkrieg betrachtete es die britische Regierung als notwendig, eine eigene, vom US-amerikanischen Strategic Air Command unabhängige, strategische Bomberwaffe zu besitzen. Ende 1948 veröffentlichte das britische Luftfahrtministerium deshalb die Ausschreibung Specification B.14/46 für einen Bomber mit Strahltriebwerk.
Dieser sollte im Vergleich mit amerikanischen und sowjetischen Projekten zumindest gleichwertige Leistungen aufweisen. Die exakten Anforderungen verlangten ein Gewicht von höchstens 63,5 Tonnen und die Fähigkeit, ein Ziel in einer Entfernung von 1500 sm (2700 km) zu bekämpfen.
Die Maschine sollte zwischen 45.000 ft (14000 m) und 50.000 ft (15000 m) Höhe fliegen und so einfach zu warten sein, dass sie auch auf Basen außerhalb des Landes stationiert werden könnte. Daneben sollte auch eine 10.000 Pfund (ca. 4500 kg) schwere Atombombe mit einer Länge von 30 ft (9,1 m) und einem Durchmesser von 10 ft (3,0 m) im Rumpf untergebracht werden können.
Bereits ein Jahr zuvor gab es eine Ausschreibung specification B.35/46 für einen Mittelstreckenbomber, der eine Bombe von 10.000 lb von jeder Basis in der Welt in ein 1500 sm entferntes Ziel tragen können sollte. Diese Anforderung aus dem Jahr 1947 verlangte, dass das Gewicht vollbeladen unter 100.000 lb (45 t) liegen und der Bomber weiterhin eine Marschgeschwindigkeit von 926 km/h (500 kn) und eine Dienstgipfelhöhe von etwa 50.000 ft (ca. 15000 m) haben sollte. Diese Anforderungen stellten dann die Grundlage für die späteren V-Bomber dar.
Dem britischen Luftfahrtministerium war jedoch auch klar, dass diese Anforderungen noch jenseits der Möglichkeiten der britischen Flugzeughersteller lagen. Es ging deshalb auf eine Rückzugsposition in Form der früheren Ausschreibung specification B.14/46. Diese war weit konservativer in ihren Anforderungen und entsprechend dieser Ausschreibung wurde ein Vertrag für zwei Prototypen und einer statischen Zelle mit Short abgeschlossen.

## Konstruktion
Der Entwurf, der zuerst als SA.4 und später als Sperrin bekannt wurde, hatte mehr Gemeinsamkeiten mit den Konstruktionen des Zweiten Weltkriegs als mit denen des anbrechenden Jet-Zeitalters. Die Tragflächen waren mit Ausnahme der Vorderkante – die einen leichten Pfeilwinkel aufwies – ungepfeilt. Die Triebwerke waren in der Tragflächenmitte in Gondeln untergebracht, außergewöhnlich war jedoch die Anordnung von jeweils zwei Triebwerken übereinander in jeder Tragfläche. Die Konstruktion bestand überwiegend aus Aluminium-Legierungen.
Die Besatzung umfasste fünf Mann: Pilot, Copilot, Bombenschütze, Navigator und Funker; nur der Pilot hatte einen Schleudersitz.

## Erprobung

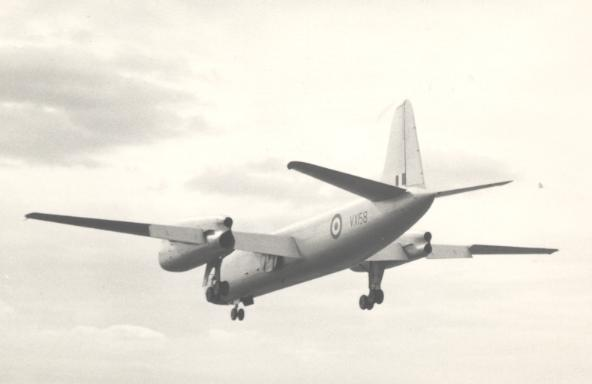
Short Sperrin mit Gyron-Triebwerk bei der Landung im September 1955 bei der Farnborough SBAC Show

Der erste Prototyp (VX158) hatte seinen Erstflug mit dem Testpiloten Tom Brooke-Smith am 10. August 1951. Der Antrieb bestand aus vier Rolls-Royce Avon-RA.2-Triebwerken mit einem Schub von jeweils 6.000 Pfund (26,7 kN). Zu diesem Zeitpunkt war jedoch schon die Entscheidung über einen Auftrag zugunsten der Vickers Valiant gefallen, so dass das Sperrin-Projekt eigentlich hätte abgebrochen werden müssen. Das britische Beschaffungsministerium sprach sich jedoch dafür aus, die Sperrin als Forschungsflugzeug weiter zu betreiben.
So wurde die Arbeit an dem zweiten Prototyp XV161 fortgeführt, der am 12. August 1952 seinen Erstflug unter der Kontrolle von Squadron Leader „Wally“ Runciman absolvieren konnte. Diese Maschine war bereits mit den stärkeren Avon-RA.3-Triebwerken ausgerüstet, die jeweils 6.500 Pfund (28,9 kN) Schub erzeugten.
Die zwei Maschinen wurden in den 1950er-Jahren bei einer Vielzahl von Versuchsflügen eingesetzt, einschließlich Triebwerktests, bei denen die VX158 mit dem De-Havilland-Gyron-Strahltriebwerk ausgestattet wurde. Dieses war zum damaligen Zeitpunkt mit einem Schub von 15.500 Pfund (28,19 kN) eines der stärksten Triebwerke überhaupt. Das Gyron Gy 1 ersetzte dabei das untere Avon-Triebwerk an der linken Tragfläche. Beim ersten Flug in dieser Konfiguration am 7. Juli 1955 wurde das Flugzeug von Jock Eassie und Chris Beaumont gesteuert.
Die Versuchsflüge mit dieser asymmetrischen Triebwerksanordnung dauerten bis zum März 1956 an, wonach dann das einzelne Gy 1 durch zwei Gyron Gy 2 ersetzt wurde. Die beiden neuen Triebwerke wurden jeweils unterhalb der verbliebenen originalen Avon RA.2 eingebaut. Die Gy 2 lieferte sogar einen Schub von 20.000 Pfund (89,1 kN).
Der erste Flug der VX158 mit diesen Triebwerken fand am 26. Juni 1956 statt. Während des Flugs löste sich die Fahrwerksabdeckung an der linken Tragfläche teilweise, für die Reparatur wurde das entsprechende Teil der VX161 verwendet, die dann auch nicht mehr den Flugbetrieb aufnahm und 1957 in Sydenham abgewrackt wurde. Die VX158 flog noch 1956 auf der Farnborough Airshow in der zuletzt getesteten Triebwerks-Konfiguration, sechs Monate später wurde dann das Gyron-Programm abgebrochen und die VX158 in Hatfield verschrottet.
Die VX161 war unter anderem an den Versuchen beteiligt, in denen die äußere Form der Blue-Danube-Atombombe ermittelt werden sollte. Auch an Versuchen mit der Blue Boar-Rakete war die Maschine beteiligt. Die Versuche fanden mit Beton-Nachbildungen der Geräte statt, keines der Projekte wurde jedoch weiter verfolgt.

## Technische Daten

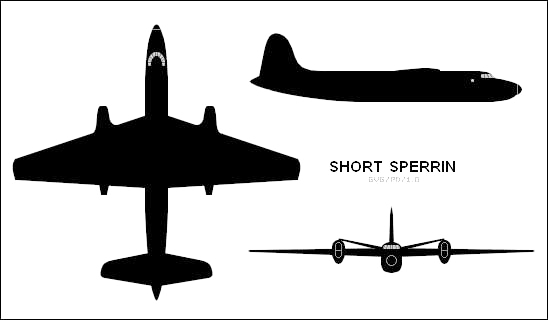
Short Sperrin

| Kenngröße             | Daten                                                      |
| --------------------- | ---------------------------------------------------------- |
| Besatzung             | fünf (Pilot, Copilot, Bombenschütze, Navigator und Funker) |
| Länge                 | 31,14 m                                                    |
| Spannweite            | 33,2 m                                                     |
| Höhe                  | 8,69 m                                                     |
| Flügelfläche          | 176,2 m²                                                   |
| Flügelstreckung       | 6,3                                                        |
| Leermasse             | 33.000 kg                                                  |
| Startmasse            | 52.200 kg                                                  |
| Höchstgeschwindigkeit | 912 km/h                                                   |
| Dienstgipfelhöhe      | 13.700 m                                                   |
| Reichweite            | 5.150 km                                                   |
| Triebwerke            | 4 × Rolls-Royce Avon mit je 26,7 kN                        |